# Oasi di Scolacium
Oasi di Scolacium este o arie protejată (arie specială de conservare — SAC, sit de importanță comunitară — SCI) din Italia întinsă pe o suprafață de 75 ha, integral pe uscat.

## Localizare
Centrul sitului Oasi di Scolacium este situat la coordonatele 38°47′19″N 16°35′07″E / 38.788611°N 16.585278°E.

## Înființare
Situl Oasi di Scolacium a fost declarat sit de importanță comunitară în septembrie 1995 pentru a proteja 1 specie de animale. Situl a fost protejat și ca arie specială de conservare în iunie 2017.

## Biodiversitate
Situată în ecoregiunea mediteraneană, aria protejată conține 5 habitate naturale: Vegetație anuală la limita mareei, Dune cu vegetație ierboasă Brachypodietalia cu specii anuale, Dune mobile cu vegetație embrionară, Dune de pe litoral fixate cu Crucianellion maritimae, Dune împădurite cu Pinus pinea și/sau Pinus pinaster.
La baza desemnării sitului se află o specie protejată de  reptile: Caretta caretta.
Pe lângă speciile protejate, pe teritoriul sitului au mai fost identificate 5 specii de plante, 1 specie de reptile.